# Emanuel Tocháček
Emanuel Tocháček (8. prosince 1889, Křtěnov u Olešnice – 16. ledna 1973, Letovice) byl katolický kněz, významný včelařský odborník, průkopník a propagátor chovu včely medonosné kraňské (Apis mellifera carnica) a prozaik.

## Životopis
Pocházel z početné mlynářské rodiny. Od dětství byl jeho život těsně spjat se včelařením. Prvním učitelem v tomto oboru byl jeho otec.

### Studia
V roce 1910 maturoval s vyznamenáním na klasickém gymnáziu v Brně. Ve studiích pokračoval v brněnském kněžském semináři a 5. července 1914 přijal kněžské svěcení.

### Kněžské působení
Funkci kaplana zastával celkem 10 let v různých českých a německých farnostech Brněnské diecéze. V r. 1915 za svého působení v Lulči u Vyškova poprvé onemocněl plicní chorobou. Zdravotní těžkosti ho pak pronásledovaly po celý další život.
Podmínky k samostatnému včelaření našel až na faře v Trstěnicích u Znojma. Z Trstěnic se na další působiště, kterým byl Hrádek u Znojma, stěhoval v r. 1922 už se dvaadvaceti včelstvy. Za úsměvnou poznámku stojí, že v Hrádku vydržel nejdéle ze všech svých předchůdců i následovníků. Jeho představený hrádecký farář byl velmi přísný. Došel u něj přízně, poněvadž volný čas trávil u včel a nikoliv ve vinných sklípcích hrádeckých farníků, jak tomu bylo zvykem u jeho předchůdců.
Samostatné místo získal v roce 1924 ustanovením za faráře v tehdy německé obci Lančov u Vranova nad Dyjí.
Ve třicátých letech se znovu ozvaly churavé plíce a na zdraví mu nepřidal ani další politický vývoj. Nacisté v Lančově hrozili lidovým hlasováním proti jeho osobě. Nebezpečná situace ukončila až po záboru Sudet nacistickým Německem v roce 1938. Přestěhoval na faru do Divák a později v roce 1941 do Radkovic u Hrotovic.
Návrat do Lančova po osvobození nebyl jednoduchý. Vrácení včelína se musel domáhat právní cestou. Teprve po třech letech od osvobození na základě restitučních zákonů dosáhl navrácení pro něj tak důležitého majetku.

### Popularita
Pro poválečné období zejména v etapě budování reálného socialismu bylo příznačné, že kněží i duchovní ostatních církví a náboženských společností byli pokládání za osoby pro veřejný život nežádoucí. O to pozoruhodnější se jeví skutečnost, že jeho jméno se stalo známým po celé zemi. Byly organizovány exkurze do jeho včelína a neděli co neděli přijížděly celé autobusové zájezdy zájemců o včelaření ze všech koutů Československa.
Pro závěr jeho života lze použít klasického obratu: "Zesnul tak, jak žil." – v zimě 1973 při práci na úlových rámcích. Pohřbu se účastnilo velké množství lidí. Rozloučit s ním se přišlo na 70 kněží a ve velké míře také vděčná včelařská veřejnost.

## Včelařské dílo

### Plemenářská práce
Pro rozvoj československého a českého včelařství je Tocháček významný především v propagaci včely medonosné kraňské (Apis mellifera carnica).
Do té doby byl v Česku rozšířen chov původní středo a severoevropské rasy tzv. včely tmavé (Apis melifera melifera). Po kruté zimě 1928/1929 přišel o třetinu svých včelstev. Při obnově svého chovu se rozhodl pro jediný typ – včelu kraňskou kmene Sklenar 47. Zkušenosti, které při dalším šlechtění získával, vedly ho k přesvědčení, že pro naše podmínky se "kraňka" zdá být nejvhodnější. Užitkovost, vitalita při přezimování, mírnost, malá rojivost – vlastnosti, kterými jsou kraňské včely charakteristické a v našich podmínkách je naplno uplatňují.
Po druhé světové válce se vrátil ke své šlechtitelské práci i přes nepřízeň doby. Německá hospodyně Agnes Merklová, ještě než byla odsunutá z Československa, propašovala z Rakouska několik včelích matek "kraňky" a on mohl pokračovat v práci.
Kraňská včela byla uznávaná nejen ve Slovinsku, odkud pochází, ale především v Rakousku a Německu. V ovzduší poválečných let, kdy myšlenky vlastenectví a nacionalismu často vítězily nad racionalitou, by se Tocháček k plemennému materiálu kraňky jinou cestou dostal jen stěží.
V poválečných letech nenalézala jeho šlechtitelská práce odezvu u oficiálních míst. Jednak zastával nežádoucí povolání duchovního, a také z toho důvodu, že šlechtil kmen populární na "nepřátelském západě".

### Publikační činnost
Ještě před Únorem 1948 publikoval především v časopise Milotický hospodář. V r. 1947 společně s předními moravskými odborníky Ing. Jiřím Savvinem a Václavem Škvařilem vydal v Miloticích nad Bečvou publikaci O včelách a včelařích.
Ani po roce 1948 přes nepřátelství oficiální moci vůči němu osobně jako knězi, nebyla spolupráce odborné veřejnosti přerušena. To jen svědčí o jeho odborných kvalitách. Podílel se jako spoluautor na vzniku a vydání Včelařské encyklopedie

– publikace celostátního významu vydané v r 1956. Pro výše zmiňované důvody jeho jméno jako spoluautora už nesmělo být uvedeno.

## Literární dílo
- Amerikánka. 1. vyd. Přerov: Společenské podniky, 1944. 400 s.